# Корвін (герб)
Ко́рвін (пол. Korwin, від лат. corvus, «крук») — родовий шляхетський герб, яким користувалися більш, ніж 80 родів Польщі і Литви, зокрема: Б'янковські, Дмаховські, Кохановські, Крюковські, Врублевські.

## Назва
- Змінений Сліповорон (пол. Ślepowron odmieniony)
- Крук (лат. Corvus)
- Корвін (лат. Corvinus, Corvin, пол. Korwin)
- Буйно (Bujno)

## Опис
Герб має в червоному полі зображення ворона, який сидить на колоді з чотирма обрубаними суками і тримає у дзьобі перстень із дорогоцінним каменем. Клейнод — на верху з шляхетською короною три страусинових пера.

## Історія
На початку 16 століття герб «Корвін» відокремився від герба «Сліповрон»
За легендою герб походить від Марка Валерія Мессали Корвіна (64 рік до н. Е. - 8 рік н. Е.), Римського консула 31 року до н. е., яким нібито була завойована Угорщина, а разом з нею і Валахія, за його іменем прозвана Валерією. З цього роду були угорські королі Хуньяди-Корвін Янош і Матьяш.